# Spartacus (2004)
Spartacus ist ein US-amerikanischer Fernsehfilm aus dem Jahr 2004. Die Regie führte Robert Dornhelm, das Drehbuch schrieb Robert Schenkkan nach Howard Fasts gleichnamigen Roman, der bereits die Grundlage für Stanley Kubricks Verfilmung Spartacus (1960) gewesen war. Die Hauptrolle in der Neuverfilmung spielte Goran Višnjić.
Der Film wird manchmal als eine Mini-Fernsehserie ausgestrahlt.

## Handlung
Der aus Thrakien stammende Spartacus wird römischer Sklave und muss als Gladiator kämpfen. Im Amphitheater sieht er schreckliche Dinge. Um seine Freunde zu erheitern, bestellt auch der zynische Senator Marcus Crassus einen Kampf der Gladiatoren, bei dem Spartacus zwar unterliegt, von seinem Gegner und früheren Freund Draba aber entgegen Crassus’ Wunsch nicht getötet wird. Draba lässt sich lieber von den Wachen töten, als seinen Freund umzubringen.
In der Gladiatorenschule kommt es zum Aufstand, und die aus vielen Ländern stammenden Gladiatoren fliehen aufs Land. Die Gruppe bleibt zusammen, und Spartacus wird zum Anführer gewählt. Immer mehr Sklaven schließen sich den Aufständischen an. Kleinere Gefechte mit Soldaten können von dem gut organisierten Trupp gewonnen werden.
In Rom versucht Crassus, die Situation auszunutzen, um den Senat unter Druck zu setzen und die Macht zu übernehmen. Trotzdem ernennen ihn die Senatoren nicht zum Konsul. Um die aufständischen Sklaven zu bekämpfen, werden zunächst drei Kohorten ausgeschickt, die von der Sklavenarmee vernichtend geschlagen werden. Über zwei kampferprobte gallische Legionen, die daraufhin entsandt werden, erhält auf Betreiben Agrippas, der die römische Republik retten will und Crassus misstraut, wiederum nicht dieser den Oberbefehl, sondern ein politisch unbedeutender Senator. Auch dieses Heer wird allerdings von den Sklaven geschlagen.
Spartacus verliebt sich in die Seherin Varinia, eine frühere Sklavin von Crassus, und heiratet sie. Nach einer Fehlgeburt gebiert Varinia ihm einen Sohn. Sie ist auch politische Vertraute von Spartacus, die ihn besonders bei Rivalitäten unter den Anführern der Aufständischen berät. Konflikte gibt es insbesondere mit der Gruppe der Gallier unter dem jähzornigen Crixus, der mehrfach die Führung der Gruppe für sich beansprucht.
Crassus lässt nun auf eigene Kosten sechs Legionen ausstatten, um die Sklavenarmee endgültig zu besiegen und über militärischen Rückhalt für die Machtergreifung in Rom zu verfügen. Auch dieser Feldzug schlägt zunächst fehl, als es Spartacus gelingt, einen Teil der Legionen zu besiegen und die Umzingelungspläne des Crassus zu vereiteln. Spartacus plant nun, mit seinen Leute Sizilien zu erreichen. Mit erbeutetem Gold bezahlt er Piraten für die Überfahrt, wird von diesen aber an die Römer verraten. Crassus gelingt es daraufhin, die auf die Überfahrt wartenden Aufständischen in Kampanien in die Enge zu treiben, und schließt sie mit einer Befestigungsanlage ein. Durch eine Kriegslist können sie jedoch in der Nacht entkommen.
Schließlich müssen weitere Heere unter Lucullus und Pompeius ausrücken, um die Sklaven zu vernichten. Bevor sich die drei römischen Heere vereinigen können, stellt sich Spartacus angesichts der ausweglosen Situation und der erdrückenden Übermacht dem Crassus zur Feldschlacht, die so aber kaum zu gewinnen ist. Die meisten Spartacusanhänger werden in dieser Schlacht getötet, die fliehenden von Pompeius gefangen genommen. 6000 Gefangene lässt Crassus entlang der Via Appia kreuzigen. Allerdings kann Crassus den Erfolg politisch nicht ausnutzen, weil ihm in dem von Caesar und zunächst auch Agrippa unterstützten Pompeius ein Konkurrent erwachsen ist, der ihm den Ruhm streitig macht und sich als „Retter Roms“ feiern lässt.
Crassus, der in die gefangene Varinia verliebt ist, lässt diese und ihr kleines Kind in sein Haus bringen. Mit Hilfe Agrippas, der seine politischen Visionen für Rom als gescheitert ansieht und als überzeugter Republikaner mit der Freiheitsliebe der aufständischen Sklaven sympathisiert, entkommt Varinia mit ihrem Sohn aus Rom. Während Pompeius als „aufsteigender Stern“ die Macht im Senat übernimmt, begeht Agrippa am Ende des Films ehrenhaft Suizid. Crassus und Pompeius werden auf Vorschlag Caesars Konsuln.

## Hintergründe
Spartacus ist eine Neuverfilmung des gleichnamigen Klassikers aus dem Jahr 1960 mit Kirk Douglas in der Hauptrolle, und erzählt die Geschichte des von Spartacus angezettelten Sklavenaufstandes. Der in Bulgarien gedrehte Film kann nicht mit einem großen Aufgebot an Statisten glänzen. Als Hauptdarsteller konnte Robert Dornhelm (Anne Frank) den gebürtigen Kroaten Goran Višnjić gewinnen, der unter anderem Dr. Luka Kovač in der Fernsehserie Emergency Room – Die Notaufnahme spielt.

## Kritiken
Der Film blieb weitgehend unbeachtet. Rotten Tomatoes listet nur eine Kritik. Bei der Internet Movie Database erhielt er Film ein Rating von 6,7/10 bei 5.244 Stimmen. Auf Moviepilot wurde der Film von 118 Nutzern im Schnitt mit 5.6/10 „Geht so“ bewertet.

## Auszeichnungen
Der Film wurde im Jahr 2004 für den Tonschnitt für den Emmy Award nominiert. Er gewann 2005 den Visual Effects Society Award und wurde in einer weiteren Kategorie für diesen Preis nominiert. Kees van Oostrum wurde 2005 für die Kameraarbeit für den American Society of Cinematographers Award nominiert. Der Film wurde außerdem für den Casting Society of America Award und in zwei Kategorien für den Motion Picture Sound Editors Award nominiert.